# Нижнеокинские буряты
Нижнеоки́нские буря́ты (бур. Доодо Ахын буряадууд) — этнотерриториальная группа в составе бурятского этноса. Традиционными местами расселения являлись низовья Оки и территория Братской волости. Основу этнического состава этой группы бурят составляли икинаты.

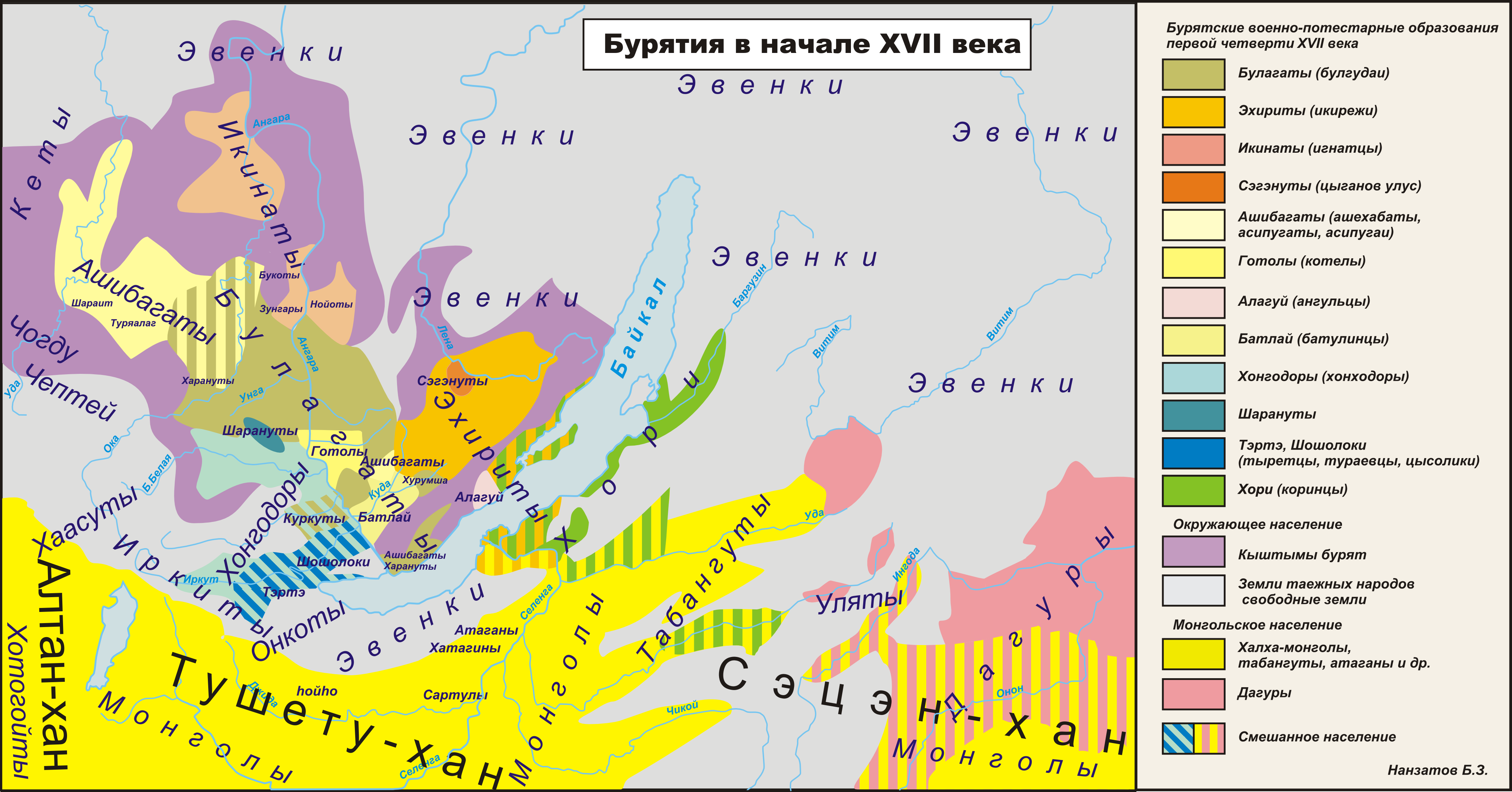
Этнические группы бурят в начале XVII века.

## История
Нижнеокинские буряты в XVII в. первыми вступили в контакт с русскими, продвигавшимися в «Братскую землю». Из сведений русских документов XVII в. эта группа бурят представляла собой отдельную единицу на сложной этнополитической карте Бурятии. События середины XVII и XVIII вв., повлекшие закрепление русского населения в Приангарье, оттеснение бурят с породных земель, строительство IV Братского острога в 1654 г., привели к массовому оттоку бурятского населения из низовий р. Оки. В результате в XIX в. самой малочисленной этнотерриториальной группой бурят Иркутской губернии являлись нижнеокинские буряты, расселенные на территории Братской волости.
В середине и конце XVII в., после бурных событий, икинаты массово покидали районы своего расселения в низовьях р. Оки и переселялись на юг, где вошли в состав балаганских, аларских и идинских бурят.
В связи с разными волнами миграций в Балаганском ведомстве возникают два Икинатских административных рода, широко разбросанных территориально. А из состава II Олзоева административного рода в 1870-х гг. выделился Шолотский административный род в составе улусов Шолотского и Алтарикского. Основу населения этих улусов составляли икинаты.
Одним из направлений миграции икинатов в Монголию были кударинские степи, находящиеся в устье р. Селенги на восточном берегу оз. Байкал. Так, среди кударинских бурят присутствуют икинаты, балай-сэгэнуты и зунгары, прибывшие после столкновений вблизи Братского острога и расселившиеся в улусах Хайтал, Березовский, Бага-Арал, Дунда-Арал, Бура, Балай.
Несмотря на уход значительной части бурят, в XVIII в. вокруг Братского села остается немногочисленное бурятское население, которое, несмотря на преобладающее русское население и его культурное влияние, сохраняет свою идентичность.

## Родоплеменной состав
Низовья Оки были местом расселения икинатского племенного союза. Помимо собственно икинатов в низовьях р. Оки расселялись букоты, хурхаты, зунгары, нараты, нагатай, зунги, зоты, балай и одно из подразделений ашибагатов. Основу икинатского объединения составили племена сэгэнутского происхождения и примкнувшие к ним булагаты.
Северо-западным подразделением икинатского объединения, судя по материалам генеалогических преданий, были зоты, прежде расселенные ниже места, где был поставлен Братский острог — Зууха.
Племена букотов и зунгаров примыкали к икинатам с юга. Зунгары и букоты в своих родословных преданиях постоянно упоминают о былом единстве и родственных отношениях с икинатами. Букоты и зунгары проживали в междуречье р. Ангары и р. Оки к северу от булагатов. Букоты расселялись севернее, зунгары — южнее.
В состав икинатов входили хурхаты, которые, вероятно, расселялись между собственно икинатами и букотами.
По мнению Б. З. Нанзатова, в составе икинатов были также бурятские племена нагатай и зунги (зангей). Этноним «нагатай» связан с хоринской генеалогией. После откочевки на юг зунгеевцы оказались в нельхайских степях вместе с частью икинатов, а также в составе усть-удинских ноётов.
В состав икинатов входили и сэгэнуты. По преданиям аларских сэгэнутов, расселённых совместно с икинатами, они пришли из района Братского острога вместе с икинатами.
Согласно преданию о происхождении племени нарат, его представители также входили в состав икинатов. По легенде, племя нарат ведёт свою родословную от Найрхан — дочери икинатского вождя и урянхайского полководца, победившего икинатов и захватившего её в плен. В XIX в. нараты оказались в составе ноётских административных родов Молькинского ведомства. В настоящее время они живут на территории Усть-Удинского района Иркутской области.